# Lubomir Cekow
Lubomir Todorow Cekow (bg. Любомир Тодоров Цеков; ur. 5 sierpnia 1957) – bułgarski zapaśnik walczący w stylu klasycznym. Wicemistrz świata w 1982; trzeci w 1983; piąty w 1981. Brązowy medalista mistrzostw Europy w 1981 roku.